# Institut supérieur des études technologiques de Gabès
L'Institut supérieur des études technologiques de Gabès (arabe : المعاهد العليا الدراسات التكنولوجية بقابس) est une institution d'enseignement supérieur tunisienne formant des techniciens supérieurs et délivrant les diplômes de licence appliquées et de masters professionnels dans cinq départements.

## Historique et localisation
L'Institut supérieur technique de Gabès est fondé en 1978. Celui-ci se transforme en ISET en 1995.
L'institut est localisé au sud de la ville de Gabès, au croisement entre l'avenue Salaheddine El Ayoubi et la rue El Arousi Hadad à Teboulbou.

## Départements
La formation assurée selon la réforme LMD du système de l'enseignement supérieur tunisien s'effectue dans les domaines suivants :
- Département de génie électrique, avec deux options :
  - Électricité industrielle
  - Automatismes et informatique industrielle
- Département de génie mécanique, avec deux options :
  - Maintenance industrielle
  - Construction et fabrication mécanique
- Département de génie des procédés, avec une spécialisation en procédés chimiques
- Département des sciences économiques et gestion, avec deux options :
  - Comptabilité et finance
  - Logistique et transport international
- Département des sciences et techniques de l'information et des communications, avec deux options :
  - Réseaux et systèmes en télécoms
  - Sécurité des réseaux.